# 7-Zip
7-Zip é um compactador de arquivos de código aberto para o sistema operacional Microsoft Windows e Linux. O programa, desenvolvido por Igor Pavlov, é distribuído sobre a licença GNU LGPL, e compete diretamente com os programas de código-fechado WinZip e WinRAR. Atualmente o formato 7z, o principal formato de compactação do programa, é o que leva maior taxa de compactação, ganhando inclusive do formato RAR (exceto em arquivos multimídia, onde este último leva vantagem ante à ausência de um filtro ainda não implementado no código do 7-Zip).[carece de fontes?]
- Formatos de compactação e descompactação: 7z, ZIP, Gzip, Bzip2 e TAR
- Formatos somente de descompactação: RAR, CAB, ISO, ARJ, LZH, CHM, Z, CPIO, RPM, DEB e NSIS

## Recursos
- Para os arquivos no formato 7z, o 7-Zip suporta encriptação 256-bit AES tanto dos arquivos armazenados quanto da estrutura de diretório 7z, evitando que usuários sem a senha sequer vejam o conteúdo do arquivo 7z.
- 7-Zip suporta volumes com dimensões variáveis, útil para backups em mídias removíveis como CDs e DVDs graváveis.
- Em modo de dois painéis, o 7-Zip pode ser considerado um gerenciador de arquivos básico.
- Suporte a processamento paralelo (multithreading).
- Versão especial em 64-bit com suporte a endereçamento de memória maior para compressão mais rápida.
- Capacidade de visualizar arquivos com nomes corrompidos e renomeá-los quando necessário.
- Duas versões em modo texto: 7z.exe, que usa bibliotecas externas; e uma versão independente 7za.exe, que não usa módulos externos, suportando apenas a compressão e descompressão de/para os formatos 7z, ZIP, gzip, bzip2, Z e TAR.
- O melhor método de compactação no formato 7z é o Ultra, que consome 709 MB de memória RAM (66 MB para descompressão), levando alguns minutos numa máquina recente para comprimir um arquivo de grandes proporções.
- Apesar destes números, é notável o excelente desempenho do programa, gerando em alguns casos arquivos até 50% menores que os originais em RAR ou ZIP. Porém, até o presente momento, a compactação em 7Z perde para o RAR quando o assunto são os arquivos multimídia, como WAVs. Nesses casos, o arquivo final em 7z acaba ficando maior que o RAR também na compressão máxima.[carece de fontes?]

## Recepção
Snapfiles.com avaliou 7-Zip com 4.5 estrelas de 5, notando que sua interface e funcionalidades adicionais são básicas, mas a taxa de compressão é excepcional.
No site TechRepublic, Justin James analisou que a integração com o Windows Explorer merece reconhecimento e o utilitário de benchmark é elegante. Apesar da caixa de diálogo de compressão ter configurações que irão confundir a maior parte dos usuários, ele conclui que 7-Zip se encaixa em um nicho entre as funcionalidades do próprio Windows e as de produtos pagos, podendo trabalhar com uma grande variedade de formatos de arquivo no processo.
7-Zip alcançou popularidade entre usuários finais. Entre 2002 e 2016 considerando apenas o site Sourcefoge foram contabilizados mais de 410 milhões de downloads.
Este software recebeu prêmios. SourceForge o elegeu em 2007 para o prêmio comunitário nas categorias "design técnico" e "melhor projeto" Em 2013, 7-Zip recebeu o prêmio Tom's Hardware Elite pela superioridade da velocidade e taxa de compressão.